# پل هرتزوگ
پل هرتزوگ (به انگلیسی: Paul Hertzog) آهنگساز و مدرس فیلم آمریکایی است. هرتزوگ در فعالیت کوتاه خود در اواخر دهه ۱۹۸۰ و اوایل دهه ۱۹۹۰، موسیقی متن دو فیلم ژان کلود ون دام، کیک‌بوکسور و رینگ خونین و همچنین موسیقی فیلم نفس آتشین را ساخت. هرتزوگ معلم دبیرستان هارت در سانتا کلاریتا، کالیفرنیا بود، جایی که انگلیسی و تئوری موسیقی را تدریس می‌کرد.
پس از وقفه‌ای نزدیک به بیست ساله، هرتزوگ یک سی دی با عنوان: آزاد کردن آبها (انگلیسی: Freeing the Waters) که در سال ۲۰۰۹ منتشر کرد. این سی دی شامل قطعاتی بود که قبلاً منتشر نشده بود که در طول سال‌های او به عنوان آهنگساز فیلم نوشته شده بود.

## موسیقی فیلم
- راننده من (۱۹۸۶)
- رینگ خونین (۱۹۸۸)
- کیک بوکسر (۱۹۸۹)
- نفس آتشین (۱۹۹۱)

### لیست آهنگ رینگ خونین
1. مبارزه برای زنده ماندن (۰۲:۲۳) - اجرا شده توسط پل دلف
2. Kumite (عنوان اصلی) (۰۲:۳۹)
3. پدر و پسر / آموزش (۰۴:۲۴)
4. درخت و شمشیر / در هنگ کنگ / شهرگرد و غبار / مراسم (۰۷:۴۳)
5. چونگ لی کشتن (۰۲:۵۰)
6. در من - تنها (۰۳:۳۴) - توسط پل دلف انجام شده‌است
7. روز دوم (۰۴:۲۳)
8. صبح بعد (۰۲:۴۵)
9. آماده‌سازی (۰۲:۳۲)
10. دیم مک (۰۱:۵۹)
11. پودر (۰۳:۴۲)
12. پیروزی (۰۲:۳۳)
13. من کانر را دوست دارم (۳:۳۳)

### لیست آهنگ کیک باکسر
به‌طور مشابه با رینگ‌خونین، موسیقی متن فیلم به Kickboxer در سال ۲۰۰۶ بازسازی شد و توسط Perseverance Records منتشر شد. لیست آهنگ برای CD Full CD 2006 به شرح زیر است:
1. به بیمارستان / ما خواهیم دید (۰۱:۱۵)
2. مواد غذایی (۰۱:۴۷)
3. بسیار احمقانه (۰۰:۴۵)
4. تای چی (۰۲:۵۵)
5. اولین بوسه (۰۰:۵۳)
6. سنگ سیتی (۰۲:۳۴)
7. سنگ دوم (۰۰:۵۳)
8. بیمارستان (۰۲:۲۱)
9. درخت پالم (۰۰:۳۰)
10. آموزش پیشرفته (۰۱:۴۹)
11. صدای باستان (۰۲:۰۸)
12. Mylee راه است (۰۱:۳۲)
13. جنگجویان (۰۰:۴۵)
14. عقاب بودا (۰۱:۰۱)
15. Kidnap (01:01)
16. شما آن را قبل از (۰۱:۴۵) انجام دادید
17. طبقه پایین (۰۰:۵۴)
18. دور اول (۰۲:۱۲)
19. دور دوم (۰۱:۳۶)
20. هوک (۰۱:۳۲)
21. دور سوم (۰۱:۳۲)
22. زمین عقاب (۰۴:۰۲)